# أنايو إيوالا
أنايو إيوالا مواليد 20 مارس 1999 هو لاعب كرة قدم نيجيري يلعب في مركز الجناح في نادي العربي الرياضي الكويتي.